# ヘッツベリー男爵
ヘッツベリー男爵（ヘッツベリーだんしゃく、英: Baron Heytesbury）は、イギリスの男爵、貴族、連合王国貴族爵位。外交官ウィリアム・エイコートが1828年に叙されたこと始まる。爵位名『Heytesbury』は「ヘッツベリー(hetsburi)」と読み、由来となったウィルトシャーの地名『Heytesbury』は「ヘイツベリー(haytsburi)」と発音する。
なお、家名『à Court』は「エイコート(aykort)」と発音する。

## 歴史
庶民院議員ウィリアム・エイコートは、エイコート家の者で最初に世襲称号を与えられた人物である。ウィリアムは第3代ポートランド公爵ウィリアム・キャヴェンディッシュ=ベンティンクを長く支持したが、ポートランド公爵が政界中枢に復帰すると、1795年7月4日に（ヘイツベリー・ハウスの）準男爵（Baronet, of Heytesbury House）を与えられた。
その息子のウィリアムは外交官として活動し、駐シチリア特命全権公使、駐スペイン特命全権公使、駐ポルトガル特命全権公使、駐露特命全権大使、アイルランド総督を歴任した。彼は駐ポルトガル公使を退任後、外交官としての功績により貴族に列せられる運びとなった。1828年1月23日、連合王国貴族のウィルトシャー州ヘイツベリーのヘッツベリー男爵（Baron Heytesbury, of Heytesbury in the County of Wiltshire）に叙された。
同名の息子の2代男爵ウィリアムは襲爵前（1833年）に姓を「エイコート=ホームズ」に改めた。彼の妻エリザベス・ウォーズリーの生家は、アイルランド貴族のホームズ男爵家から領地を継いでいたが、ウォーズリー家が途絶えると、夫ウィリアムがその領地を相続した経緯があった。1860年に父が死去して爵位を継ぐと、その年のうちに勅許を得て「ホームズ=エイコート」に再度姓を改めた。
2代男爵の死後、孫ウィリアム（3代男爵）、その弟レオナード（4代男爵）が爵位を継いだ。
その曾孫にあたる7代男爵ジェームズが男爵家現当主を務めている。

## 現当主の保有爵位・準男爵位
現当主の第7代ヘッツベリー男爵ジェームズ・ホームズ＝エイコートは、以下の爵位・準男爵位を有する。
- 第7代ウィルトシャー州ヘイツベリーのヘッツベリー男爵（7th Baron Heytesbury, of Heytesbury in the County of Wiltshire） 
（1828年1月23日の勅許状による連合王国貴族爵位）
- 第8代（ヘイツベリー・ハウスの）準男爵（8th Baronet, of Heytesbury House） 
（1795年7月4日の勅許状によるグレートブリテン準男爵位）

## 一覧

### （ヘイツベリー・ハウスの）準男爵（1795年）
- 初代準男爵サー・ウィリアム・エイコート（英語版）（1747-1817）
- 第2代準男爵サー・ウィリアム・エイコート (1779–1860)

### ヘッツベリー男爵（1828年）
- 初代ヘッツベリー男爵ウィリアム・エイコート (1779–1860)
- 第2代ヘッツベリー男爵ウィリアム・ヘンリー・アッシュ・エイコート＝ホームズ（英語版） (1809–1891)
- 第3代ヘッツベリー男爵ウィリアム・フレデリック・ホームズ＝エイコート(1862–1903)
- 第4代ヘッツベリー男爵レオナード・ホームズ＝エイコート (1863–1949)
- 第5代ヘッツベリー男爵ウィリアム・レオナード・フランク・ホームズ＝エイコート (1906–1971)
- 第6代ヘッツベリー男爵フランシス・ウィリアム・ホームズ＝エイコート (1931–2004)
- 第7代ヘッツベリー男爵ジェームズ・ウィリアム・ホームズ＝エイコート (1967 - )

爵位の推定相続人は、現当主の三従兄弟（4代男爵の弟の曽孫）にあたるピーター・マイケル・ハミルトン・ホームズ＝エイコート。